# Martin Bína
Martin Bína (né le 21 mai 1983 à Mladá Boleslav) est un coureur cycliste tchèque spécialisé dans la pratique du cyclo-cross.

## Palmarès en cyclo-cross

### Palmarès par années
- 2000-2001
  -  Champion du monde de cyclo-cross juniors
- 2001-2002
  -  Champion de République tchèque espoirs
- 2002-2003
  -  Champion de République tchèque espoirs
- 2003-2004
  - 2e du championnat d'Europe de cyclo-cross espoirs
- 2004-2005
  - Vainqueur de la Coupe du monde espoirs
    - Coupe du monde espoirs #1, Pijnacker
    - Coupe du monde espoirs #2, Wetzikon

  - 3e du championnat d'Europe de cyclo-cross espoirs
- 2008-2009
  - Grand Prix Olomouc, Olomouc
  - Toi Toi Cup, Uničov
  - Toi Toi Cup, Louny
  - Toi Toi Cup, Česká Lípa
- 2009-2010
  - Grand Prix Emiagency Olomouc, Olomouc
  - Toi Toi Cup, Mnichovo Hradiště
  - Toi Toi Cup, Kolín
  - Toi Toi Cup, Holé Vrchy
- 2012-2013
  - Coupe du monde #8, Hoogerheide
  - Toi Toi Cup #2 Uničov, Uničov
  - Toi Toi Cup #3 Mladá Boleslav, Mladá Boleslav
  - Toi Toi Cup #4 Hlinsko, Hlinsko
  - Toi Toi Cup #5 Kolín, Kolín
  - Toi Toi Cup #6 Holé Vrchy, Holé Vrchy
  - International Cyclocross Marikovská Dolina, Udiča-Prosné
  - International Cyclocross Finančné centrum, Udiča-Prosné
  - Cauberg Cyclo-Cross, Fauquemont-sur-Gueule
  - 2e du championnat de République tchèque de cyclo-cross
  - 10e du championnat du monde de cyclo-cross
- 2013-2014
  -  Champion de République tchèque de cyclo-cross

### Classements
| Épreuve / Édition                 | 2001/2002 | 2002/2003 | 2003/2004 | 2004/2005 | 2005/2006 | 2006/2007 | 2007/2008 | 2008/2009 | 2009/2010 | 2010/2011 | 2011/2012 | 2012/2013 | 2013/2014 |
| Championnat du monde              |           |           |           |           |           |           |           |           | 4e        |           |           | 10e       |           |
| Coupe du monde (victoires)        | 55e       | 33e       |           | 9e        | 10e       |           | 10e       | 19e       | 17e       |           |           | 17e (1)   | 11e       |
| Superprestige                     |           |           |           |           |           |           |           | 23e       |           |           |           | 22e       | 15e       |
| Trophée Banque Bpost              |           |           |           |           |           |           |           |           |           |           |           | 59e       | 67e       |
| Championnat de République tchèque | 2e        | 2e        |           | 2e        |           |           |           |           |           |           |           | 2e        | 1er       |

## Palmarès sur route
- 2012
  - Prologue de l'Okolo Jižních Čech
- 2013
  - 2e du championnat de République tchèque sur route